# Pseudocolaptes
A Pseudocolaptes a madarak (Aves) osztályának verébalakúak (Passeriformes) rendjébe és a fazekasmadár-félék (Furnariidae) családjába tartozó nem.

## Rendszerezés
A nemet Carl Reichenbach német botanikus és ornitológus írta le 1853-ban, az alábbi fajok tartoznak ide:
- Pseudocolaptes lawrencii
- Pseudocolaptes johnsoni[1] vagy Pseudocolaptes lawrencii johnsoni[2] Lonnberg & Rendahl, 1922
- Pseudocolaptes boissonneautii

## Előfordulásuk
Közép-Amerika és Dél-Amerika területén honosak. Természetes élőhelyeik a szubtrópusi vagy trópusi esőerdők. Állandó, nem vonuló fajok.

## Megjelenésük
Testhosszuk 21-22 centiméter körüli.